# هیده‌کی فوجیساوا
هیده‌کی فوجیساوا (انگلیسی: Hideki Fujisawa؛ زادهٔ ۱۲ اکتبر ۱۹۶۳) موسیقی‌دان، آهنگساز، خواننده، ترانه‌سرا، و رقصنده اهل ژاپن است.